# Ai wa Itsumo Kimi no Naka ni / Futsū, Idol 10nen Yatterannai Desho!?
Singles de Berryz Kōbō
Otona na no yo! / 1-Oku 3-Senman Sō Diet Ōkoku
(2014) Romance wo Katatte / Towa no Uta
(2014)
Ai wa Itsumo Kimi no Naka ni / Futsū, Idol 10nen Yatterannai Desho!? (愛はいつも君の中に/普通、アイドル10年やってらんないでしょ!?, ou ... Futsuu, Idol 10nen etc.) est le 35e single du groupe Berryz Kōbō (en excluant les collaborations).

## Production
Le single, écrit, composé et produit par Tsunku, sort le 4 juin 2014 au Japon sur le label Piccolo Town, trois mois et demi après le précédent single du groupe, Otona na no yo! / 1-Oku 3-Senman Sō Diet Ōkoku. Il atteint la 4e place du classement des ventes hebdomadaire de l'Oricon, et reste classé pendant cinq semaines. C'est alors le single le plus vendu du groupe.
Comme les trois précédents, c'est un single "double face A" contenant deux chansons principales (Ai wa Itsumo Kimi no Naka ni et Futsū, Idol 10nen Yatterannai Desho!?) ainsi que leurs versions instrumentales ; le groupe avait déjà sorti trois singles de ce type en 2009-2010. 
Il sort en deux éditions régulières notées "A" et "B", avec des pochettes différentes, ainsi qu'en trois éditions limitées notées "A", "B", et "C", avec des pochettes différentes et un DVD différent en supplément ; les chansons sont inversées sur les CD des deux éditions "B", bien que le titre du disque reste le même.

## Formation
Membres créditées sur le single :
- Saki Shimizu
- Momoko Tsugunaga
- Chinami Tokunaga
- Māsa Sudō
- Miyabi Natsuyaki
- Yurina Kumai
- Risako Sugaya

## Liste des pistes
CD de l'édition régulière A
1. Ai wa Itsumo Kimi no Naka ni (愛はいつも君の中に?)
2. Futsū, Idol 10nen Yatterannai Desho!? (普通、アイドル10年やってらんないでしょ!??)
3. Ai wa Itsumo Kimi no Naka ni (Instrumental) (愛はいつも君の中に...?)
4. Futsū, Idol 10nen Yatterannai Desho!? (Instrumental) (普通、アイドル10年やってらんないでしょ!?...?)

CD de l'édition régulière B
1. Futsū, Idol 10nen Yatterannai Desho!? (普通、アイドル10年やってらんないでしょ!??)
2. Ai wa Itsumo Kimi no Naka ni (愛はいつも君の中に?)
3. Futsū, Idol 10nen Yatterannai Desho!? (Instrumental) (普通、アイドル10年やってらんないでしょ!?...?)
4. Ai wa Itsumo Kimi no Naka ni (Instrumental) (愛はいつも君の中に...?)

CD des éditions limitées A et C
1. Ai wa Itsumo Kimi no Naka ni (愛はいつも君の中に?)
2. Futsū, Idol 10nen Yatterannai Desho!? (普通、アイドル10年やってらんないでしょ!??)
3. Ai wa Itsumo Kimi no Naka ni (Instrumental) (愛はいつも君の中に...?)
4. Futsū, Idol 10nen Yatterannai Desho!? (Instrumental) (普通、アイドル10年やってらんないでしょ!?...?)

DVD de l'édition limitée A
1. Ai wa Itsumo Kimi no Naka ni (Music Video) (愛はいつも君の中に...?)
2. Ai wa Itsumo Kimi no Naka ni (Music Video (...) Making Eizô) (愛はいつも君の中に MUSIC VIDEO撮影メイキング映像?)

DVD de l'édition limitée C
1. Ai wa Itsumo Kimi no Naka ni (Dance Shot Ver.) (愛はいつも君の中に...?)
2. Futsū, Idol 10nen Yatterannai Desho!? (Dance Shot Ver.) (普通、アイドル10年やってらんないでしょ!?...?)

CD de l'édition limitée B
1. Futsū, Idol 10nen Yatterannai Desho!? (普通、アイドル10年やってらんないでしょ!??)
2. Ai wa Itsumo Kimi no Naka ni (愛はいつも君の中に?)
3. Futsū, Idol 10nen Yatterannai Desho!? (Instrumental) (普通、アイドル10年やってらんないでしょ!?...?)
4. Ai wa Itsumo Kimi no Naka ni (Instrumental) (愛はいつも君の中に...?)

DVD de l'édition limitée B
1. Futsū, Idol 10nen Yatterannai Desho!? (Music Video) (普通、アイドル10年やってらんないでしょ!?...?)
2. Futsū, Idol 10nen Yatterannai Desho!? (Music Video (...) Making Eizô) (普通、アイドル10年やってらんないでしょ!? MUSIC VIDEO撮影メイキング映像?)